# Ezetimiba
La ezetimiba es un medicamento que se utiliza para el tratamiento de los niveles elevados de colesterol en sangre (hipercolesterolemia). 

## Mecanismo de acción
Actúa impidiendo la absorción intestinal del colesterol a nivel del tubo digestivo, inhibe la proteína transportadora NPC1L1 que se encuentra en las microvellosidades intestinales.
Este mecanismo de acción la hace diferente a los medicamentos que se utilizan con más frecuencia en su misma indicación, como las estatinas (simvastatina, atorvastatina, pravastatina, rosuvastatina,   fluvastatina, lovastatina, mevastatina),que actúan impidiendo la síntesis del colesterol mediante la inhibición de la HMG-CoA reductasa. En general se recomienda que la ezetimiba se utilice de forma asociada a una estatina cuando ésta no es suficiente para controlar los niveles de colesterol. Constituye una excepción las personas que no toleran las estatinas por efectos secundarios en cuyo caso estaría indicada la ezetimiba como único fármaco.

## Presentación y farmacocinética
Se presenta en forma de comprimidos de 10 mg, siendo la dosis recomendada 10 mg una vez al día. Tras su administración, alcanza concentraciones máximas en sangre entre 1 y 2 horas y permanece activa alrededor de 24 horas. Se elimina a través del conducto biliar y las heces de forma predominante (78%) y por la orina en un 11%.

## Nombres comerciales
- Cardiomax Plus (Ezetimiba/Rosuvastatina)
- Ezator (Ezetimiba/Atorvastatina)
- Ezetrol (Ezetimiba)
- Atozet (Ezetimiba/Atorvastatina)
- Orvatez (Ezetimiba/atorvastatina)

## Efectos secundarios
Los principales efectos secundarios son sobre el hígado, donde puede causar aumento de las transaminasas y sobre el músculo esquelético en el que puede desencadenar rabdomiólisis. Estos mismos efectos secundarios son también originados por las estatinas, fármacos a los que se suele asociar en tratamiento combinado. La asociación de los dos fármacos aumenta los riesgos de efectos adversos.